# 1910.
1910. je drugo desetletje v 20. stoletju med letoma 1910 in 1919. 